# كويكب OK 2019
2019 OK هو كويكب من نوع Apollo قريب من الأرض يبلغ قطره حوالي 90 مترًا وقد رصده مرصد SONEAR البرازيلي في 25 أغسطس 2019. تم اكتشافه في يوليو 2019 قبل يوم واحد من تحليقه قريبا من الأرض.

## المدار
الكويكب 2019 OK يتحرك على مسافة 0.4635 ( الحضيض ) إلى 3.4315  ( قبا ) وحدات فلكية خلال 992 أيام و 17 ساعات حول الشمس . وبالتالي فإن الانحراف المداري هو 0.7620. مداره يميل 1.406 درجات فقط إلى مسير الشمس ويعبر مدار الأرض بسرعة نسبية 24 كم / ثانية. إن دورانه حول محوره تغير بمرور الوقت بواسطة تأثير YORP والذي يعتمد عليه اتجاه تأثير Jarkowski على المدار الدقيق ، غير معروف حتى الآن.
الكويكب 2019 OK مر بالأرض في 26 يوليو 2019 على بعد أقل من 72000 كيلومترات من سطح الأرض. طار بسرعة حوالي 25 كم / ثانية بالنسبة للأرض.
نظرًا لأنه من غير المتوقع أن يقترب من الأرض حتى عام 2200 على الأقل ، فهو ليس مدرجًا في قائمة المخاطر التي تسجلها وكالة الفضاء الأوروبية.

## العواقب المحتملة عند الاصطدام بالأرض
يكون بإمكان 2019 OK عند اصطدامه إطلاق طاقة تبلغ بضعة ميغا طن (ما يعادل TNT) من الطاقة في حالة حدوث اصطدام مع الأرض . تعتمد النتائج الدقيقة للاصطدام على تكوين الكويكب وموقع وزاوية الاصطدام.

## انظر ايضا
- قائمة الكويكبات
- قائمة الكويكبات القريبة من الأرض
- جرم فلكي قريب من الأرض
- (66391) موشوب
- (99942) أبوفيس
- كويكب 2009 JF1
- كويكب OK 2019
- كويكب 2006 QV89

## التفاصيل
1. ↑  JPL Small-Body Database Browser: 2019 OK نسخة محفوظة 2021-07-25 على موقع واي باك مشين.
2. ↑  Süddeutsche-Online: Großer Asteroid verfehlt fast unbemerkt die Erde, 28. Juli 2019 نسخة محفوظة 2022-12-29 على موقع واي باك مشين.
3. ↑  ESA Risk List نسخة محفوظة 2023-01-28 على موقع واي باك مشين.
4. ↑  astronomy.com: A large asteroid just zipped between Earth and the Moon, 25. Juli 2019 نسخة محفوظة 2023-02-05 على موقع واي باك مشين.